# Abdelsalem Ben Miloud Salem
Abdelsalem Ben Miloud Salem   (Al-Djadida, 1 de gener de 1921 - valor desconegut), també conegut com a Salem Ben Miloud, fou un futbolista marroquí de la dècada de 1940.
Durant la seva carrera defensà els colors de Wydad AC de Casablanca, i Olympique de Marsella i Toulouse FC a França.